# El buda de los suburbios
El buda de los suburbios (The Buddha of Suburbia), es una novela de 1990 del escritor británico Hanif Kureishi. El libro fue galardonado en su país con el Premio Whitbread a la mejor novela de debut y ha sido traducido a 20 idiomas diferentes. En 1993 la BBC realizó una serie de televisión de cuatro capítulos basada en la novela cuya banda sonora corrió a cargo de David Bowie.
La novela trata de la iniciación a la vida adulta y del sentimiento de los jóvenes anglo -pakistaníes de vivir entre dos culturas opuestas, exponiendo el racismo al que en ocasiones se enfrentan estos jóvenes a pesar de haber nacido y crecido en el Reino Unido. También contempla con bastantes dosis de ironía el acercamiento a la espiritualidad oriental por parte de muchos occidentales, a menudo de manera superficial o como una moda.
Asimismo muestra la evolución de los personajes paralelamente a la de la cultura pop británica de los años 1970, comenzando con el último periodo del rock psicodélico hasta llegar a la new wave, pasando por el glam rock y el punk. En este sentido, la sucesión de periodos históricos puede verse como capítulos diferentes en la vida de los protagonistas, desde los últimos coletazos del swinging London de los felices 60. hasta el desencanto de la sociedad británica que culminaría con la llegada al poder de Margaret Thatcher, momento en que termina la narración.

## Argumento
Karim es un adolescente inglés como cualquier otro, se siente inglés de los pies a la cabeza aunque sin enorgullecerse de ello, pero muchas personas le ven como una mezcla extraña de dos culturas, ya que su madre es inglesa y su padre indio. Junto a ellos y a su hermano menor Allie vive una vida normal en un barrio de las afueras de Londres, del que quiere escapar a toda costa.
La vida de la familia da un giro cuando el padre, que nunca antes había demostrado interés por el budismo ni por las costumbres de su país, descubre repentinamente su faceta espiritual y decide organizar reuniones en su casa para instruir a otras personas con sus nuevos descubrimientos. Las reuniones resultan ser un éxito y a ellas acuden personas de todo el vecindario y de otras zonas de Londres, que ven en el padre de Karim a todo un gurú. Buena parte de este éxito es debido a Eva, una guapa mujer que cuenta con buenos contactos en el mundo del arte y en la sociedad londinense más esnob, y que rápidamente se convierte en una admiradora incondicional de sus enseñanzas. Eva suele ir acompañada a las reuniones de su hijo Charlie, que estudia en el mismo colegio que Karim, y donde es muy popular por su atractivo físico y por seguir las últimas tendencias de la moda y la música.
Charlie se convierte en el mejor amigo de Karim, quien también cuenta con la amistad de Jamila, una chica que ha crecido junto a él y con la que a menudo mantiene relaciones sexuales. Jamila comparte con Karim el desapego por sus raíces, ya que se siente más identificada con la cultura hippie, el feminismo y con Angela Davis que con las costumbres pakistaníes que su estricto padre intenta inculcarle.
A mitad de la novela Karim por fin consigue dejar su barrio y vivir en el centro de Londres, donde descubrirá su vocación como actor de teatro. Allí conocerá a Terry, un actor con fervientes ideas trotskistas y a Eleanor, una chica de clase alta, empeñada en parecer de clase obrera.
- Datos: Q1192689